# Take Over Control
Take Over Control è un singolo del DJ olandese Afrojack, pubblicato nel 2010 e realizzato in collaborazione con la cantante olandese Eva Simons.

## Video
Il videoclip della canzone è stato girato in California.

## Tracce
- Download digitale

1. Take Over Control (Radio Edit) – 3:28

- EP digitale (UK)

1. Take Over Control (UK Radio Edit) – 2:57
2. Take Over Control (Adam F. Vocal Edit) – 2:53
3. Take Over Control (Extended Vocal Mix) – 6:41
4. Take Over Control (Ian Carey Remix) – 6:47
5. Take Over Control (Adam F. Remix) – 3:37
6. Take Over Control (Drumsound & Bassline Smith Mix) – 3:46

## Classifiche
| Classifica (2010) | Posizione massima |
| ----------------- | ----------------- |
| Australia         | 17                |
| Austria           | 46                |
| Belgio (Fiandre)  | 57                |
| Belgio (Vallonia) | 59                |
| Canada            | 39                |
| Paesi Bassi       | 12                |
| Regno Unito       | 24                |
| Russia            | 12                |
| Stati Uniti       | 41                |